# Gateways to Annihilation
Gateways to Annihilation – szósty studyjny album amerykańskiej grupy deathmetalowej Morbid Angel. Wydawnictwo ukazało się 17 października 2000 roku nakładem wytwórni muzycznej Earache Records.
Według danych z kwietnia 2002 album sprzedał się w nakładzie 31,357 egzemplarzy na terenie Stanów Zjednoczonych.

## Lista utworów
Opracowano na podstawie materiału źródłowego.
| Nr  | Tytuł utworu                       | Słowa     | Muzyka            | Długość |
| --- | ---------------------------------- | --------- | ----------------- | ------- |
| 1.  | „Kawazu” (utwór instrumentalny)    |           | Azagthoth         | 0:35    |
| 2.  | „Summoning Redemption”             | Tucker    | Azagthoth         | 7:16    |
| 3.  | „Ageless, Still I Am”              | Tucker    | Azagthoth         | 5:18    |
| 4.  | „He Who Sleeps”                    | Tucker    | Tucker            | 4:04    |
| 5.  | „To the Victor the Spoils”         | Tucker    | Azagthoth, Tucker | 3:43    |
| 6.  | „At One with Nothing”              | Tucker    | Azagthoth, Tucker | 4:33    |
| 7.  | „Opening of the Gates”             | Tucker    | Azagthoth         | 5:15    |
| 8.  | „Secured Limitations”              | Azagthoth | Azagthoth         | 4:39    |
| 9.  | „Awakening” (utwór instrumentalny) |           | Rutan             | 1:21    |
| 10. | „I”                                | Tucker    | Azagthoth, Tucker | 3:50    |
| 11. | „God of the Forsaken”              | Tucker    | Rutan             | 3:49    |
|     |                                    |           |                   | 44:23   |

## Twórcy
Opracowano na podstawie materiału źródłowego.

- Trey Azagthoth - gitara elektryczna, syntezator gitarowy, śpiew
- Steve Tucker - gitara basowa, śpiew
- Erik Rutan - gitara elektryczna, instrumenty klawiszowe
- Pete Sandoval - perkusja
- Jim Morris - inżynieria dźwięku, produkcja muzyczna, miksowanie, mastering
- Pete Tsakiris - oprawa graficzna
- Dan Seagrave - okładka
- Alex Solca - zdjęcia